# Siouxsie and the Banshees
A Siouxsie and the Banshees egy brit posztpunk együttes volt Londonból. Az együttest 1976-ban alapították. Legnagyobb sikert hozó albumaik közé tartozik az 1978-as The Scream, és az 1981-ben megjelent Juju, amelyek szerepelnek az 1001 lemez, amit hallanod kell, mielőtt meghalsz című könyvben.
A Siouxsie and the Banshees kortársai közül többek között a Joy Divisionra volt jelentős hatással, ezenkívül olyan posztpunk revival zenekarokat ihletett, mint a LCD Soundsystem, vagy az TV on the Radio. PJ Harvey a Red Hot Chili Peppers gitárosa, John Frusciante is kifejezte, mennyire méltányolják a Siouxsie and the Banshees zenéjét, és annak hatását saját munkásságukra.

## Diszkográfia
- The Scream (1978)
- Join Hands (1979)
- Kaleidoscope (1980)
- Juju (1981)
- A Kiss in the Dreamhouse (1982)
- Hyæna (1984)
- Tinderbox (1986)
- Through the Looking Glass (1987)
- Peepshow (1988)
- Superstition (1991)
- The Rapture (1995)

## Fordítás
- Ez a szócikk részben vagy egészben  a   Siouxsie and the Banshees című angol Wikipédia-szócikk fordításán alapul.  Az eredeti cikk szerkesztőit annak laptörténete sorolja fel. Ez a jelzés csupán a megfogalmazás eredetét és a szerzői jogokat jelzi, nem szolgál a cikkben szereplő információk forrásmegjelöléseként.

## Weboldal
- Siouxsie and the Banshees hivatalos oldala
- Siouxsie.com Archiválva 2018. december 7-i dátummal a Wayback Machine-ben